# Шомон (Горња Савоја)
Шомон (фр. Chaumont) насеље је и општина у источној Француској у региону Рона-Алпи, у департману Горња Савоја која припада префектури Сен Жилијен ан Женвоа.
По подацима из 2011. године у општини је живело 426 становника, а густина насељености је износила 34,41 становника/km². Општина се простире на површини од 12,38 km². Налази се на средњој надморској висини од 606 метара (максималној 1.112 m, а минималној 338 m).

## Демографија
| 1962. | 1968. | 1975. | 1982. | 1990. | 1999. | 2011. |
| ----- | ----- | ----- | ----- | ----- | ----- | ----- |
| 201   | 228   | 190   | 223   | 325   | 383   | 426   |

График промене броја становника у току последњих година